# Albert Bartholomé

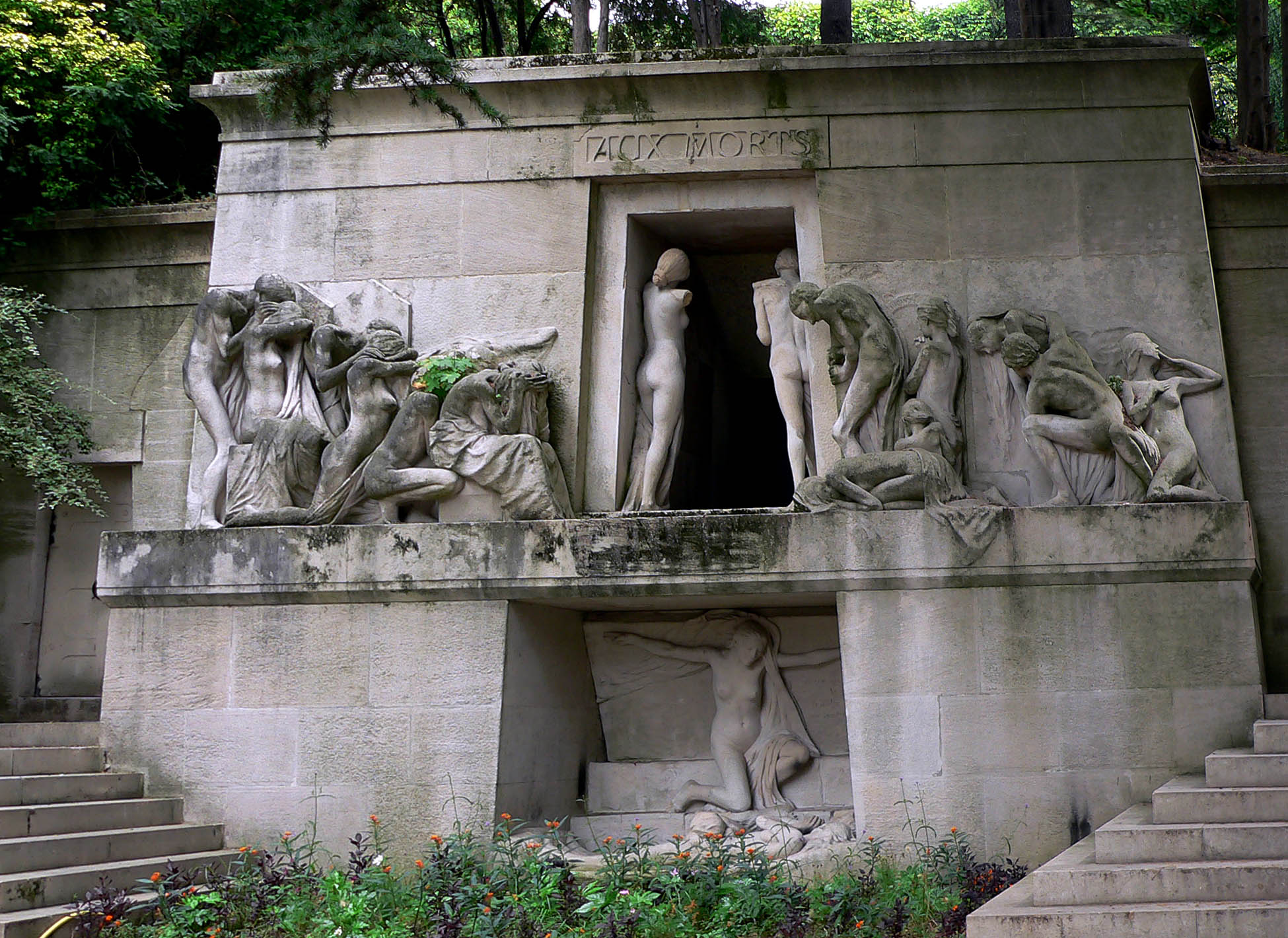
Monument aux Mortes på Père Lachaisekyrkogården i Paris

Paul Albert Bartholomé, född 29 augusti 1848 i Thiverval-Grignon, Yvelines i Frankrike, död 31 oktober 1928 i Paris, var en fransk bildhuggare, mest känd för sitt verk Monument aux morts (Monumentet till de döda), rest 1899 på kyrkogården Père-Lachaise i Paris.
Bartholomé studerade under en period tid juridik, men slog sig därefter på måleri och var en kort tid elev till Jean-Léon Gérôme. Han utbildade sig mest på egen hand i Paris. Han ställde ut första gången på salongen 1879 och då med ett kvinnoporträtt och ett utomhusporträtt av en äldre man. Flera friluftsmålningar följde i vilka han delade Bastien-Lepages och Édouard Manets strävan efter omedelbarhet i studiet av luftens verkan på lokalfärgerna. År 1886 drog han sig efter hustruns död tillbaka från den konstnärliga scenen. 
När han efter fem år åter uppträdde där, var det med förstudier till det skulpturverk, som blev hans dittills främsta arbete, "Monumentet till de döda". De första studierna ställdes ut 1891, skissen till det hela 1895, varefter monumentet beställdes av staten och av staden Paris gemensamt. Det stod färdigt 1899 på kyrkogården Père-Lachaise. Det har blivit kallat "världens vackraste gravmonument" och intog en av de allra främsta platserna inom den samtida konsten. År 1912 restes hans minnesmärke över Jean-Jacques Rousseau i Panthéon i Paris.
Bland Bartholomés övriga verk märks ett monument på hustruns grav, där han på ett rörande sätt och med en förvånande primitivitet givit uttryck åt sin sorg, vidare komediförfattaren Henri Meilhacs gravvård på Montmartrekyrkogården, flera kvinnostatyer: Den badande, Liten gråtande flicka (Luxembourgmuseet), Flicka som kammar sig (Dresden, Albertinum), Hemligheten, grupp av fyra unga flickor sedda bakifrån i hög relief, Aktstudie av en sittande och skrattande ung kvinna. Han har även utfört livfulla porträttbyster.